# Zavrstnik
Zavrstnik je naselje v Občini Šmartno pri Litiji.